# Quadrastichus dentatus
Quadrastichus dentatus (лат.) — вид паразитических наездников рода Quadrastichus из семейства Eulophidae (Chalcidoidea) отряда перепончатокрылые насекомые.

## Распространение
Россия (Московская область).

## Описание
Мелкие наездники-эвлофиды, длина тела у самок 1 мм. Отличаются основным члеником усика, который примерно на треть короче глаза и булавой, которая лишь в 2 раза длиннее своей ширины. Промежуточный сегмент без раздваивающихся дыхальцевых гребней. Передняя голень с одной шпорой. Передние крылья без постмаргинальной жилки. Булава усиков состоит из 3 члеников. Вид был впервые описан в 1978 году российским гименоптерологом Виктором Владимировичем Костюковым (ВНИИ биологической защиты растений РАСХН, Краснодар) под названием Tetrastichus dentatus, а в 2006 году включён в состав рода Quadrastichus.